# Хайласан
Хайласа́н (рос. Хайласан) — село у складі Могойтуйського району Забайкальського краю, Росія. Входить до складу Ага-Хангільського сільського поселення.

## Історія
Село утворено 2014 року шляхом виділення зі складу села Ага-Хангіл.